# Ronda Preliminar para la Eurocopa de fútbol sala de 2012
La Ronda Preliminar para el Campeonato Europeo de Fútbol Sala de la UEFA de 2012 tuvo lugar entre el 20 y el 24 de enero de 2011. Los países anfitriones fueron Finlandia, Islandia, Malta, República de Irlanda, República de Macedonia y Turquía.

## Equipos participantes
Fue la cuarta edición de este campeonato europeo regulado de los equipos nacionales de fútbol sala.

La selección de Croacia como representante del país anfitrión quedó clasificada directamente para la Fase Final.

La selección de España que defendía el título también tuvo que tomar parte en el proceso de clasificación.

Inicialmente de los 43 equipos miembros de la UEFA inscritos se seleccionó aquellos 24 de menor nivel (según el criterio UEFA) para disputar una Ronda Preliminar con 6 grupos de 4 equipos  y de ellos los vencedores de cada grupo  pasaron a jugar la Ronda de Clasificación. Estos 6 equipos junto con los 18 restantes competirían en la Ronda de Clasificación.

Los países participantes en la Ronda Preliminar fueron:
| Albania | Andorra | Armenia | Bulgaria | Chipre | Estonia |  |
| 1 Klodian Rrapi 2 Indrin Llagami 3 Roald Halimi 4 Gentian Begaj 5 Enrit Samarxhiu 6 Arjan Bllumbi 7 Armand Çela 8 Alket Keta 9 Erion Hoxha 10 Fisnik Bllaca 11 Florian Manastirliu 12 Armand Nebiu 13 Junild Thanasi 14 Shyqyri Bylyku Ent. Armand Damo | 1 Aitor Rubio 3 Jonathan Perez 5 Marçal Raventós 6 Oriol Anglora 7 Nuno Dias 8 Ludovic Clemente 9 Jorge Diaz 10 Carlos Barbosa 11 Diogenes Baptista 13 Pere Cruz 14 David Ferriz 15 Óscar Blacells Ent. Xavier Fernández | 1 Harutyun Harutyunyan 2 Yurik Zargaryan 3 Artur Karapetyan 4 Vladimir Mkhitaryan 5 Khoren Zargaryan 6 Mher Nazaretyan 7 Arman Sahakyan 8 Armen Gyulambaryan 9 Saro Mardanyan 10 Armen Danielyan 11 Edgar Kirakosyan 14 Armen Fishyan 15 Hakob Uzunyan 16 Tigran Grigoryan Ent. Ruben Nazaretyan | 1 Kostadin Ivanov 2 Viktor Viktorov 3 Boris Trendafilov 4 Blagovest Marev 5 Boycho Marev 6 Georgi Georgiev 9 Georgi Gerasimov 10 Daniel Nestorov 11 Boyko Kosev 12 Ismet Hadjiev 14 Nikolay Mihov 15 Angel Todorov 16 Stanislav Vasilev Ent. Venelin Ivanov | 1 Odisseas Odisseos 2 Iacovos Papadopoulos 3 Manolis Manoli 4 Kostas Christodoulou 5 Lambros Vassiliou 6 Charalambos Demetriou 7 Costas Poliviou 8 Chrysostomos Chrysostomou 10 Kiriacos Mavroudis 11 Loukas Siikkis 12 Tasos Skampylis 14 Charalambos Demetriades Ent. Petros Konstantinou | 1 Mark Boskin 2 Martin Taska 4 Antti Arst 5 Ragnar Rump 6 Karel Soosaar 7 Sten Teino 8 Mark Švets 9 Andrei Tjunin 11 Ilja Antonov 15 Nikita Tšernei 16 Grigori Ošomkov 17 Janek Remmelgas 18 Ivars Ungurs Ent. Kert Haavistu |  |

| Finlandia | Francia | Georgia | Grecia | Inglaterra | Islandia |  |
| 1 Matias Sarelius 2 Panu Autio 3 Ville Lindgren 4 Teemu Terho 5 Juha-Pekka Torvinen 6 Henrik Henriksson 8 Lasse Lind 9 Joonas Laurikainen 10 Jarkko Reinikka 11 Risto Salmi 12 Juha Ojanperä 13 Matias Juvonen 14 Antti Teittinen 15 Mikko Kytölä Ent. Jouni Pihlaja | 1 Djamel Haroun 2 Alaeddin Aouni 3 Simohamed Balki 4 Stéphane Basson 5 Farouk Butt 6 Jonathan Chaulet 7 Abdelrani Debieb 8 Kamel Hamdoud 9 Moustafa Kourar 10 Mustapha Otmani 11 David Le Boette 12 Lionel Colabella 13 Alexandre Teixeira 16 Ryad Karouni Ent. Pierre Jacky | 1 David Kefashvili 3 Shota Chanukvadze 4 Murtaz Kakabadze 5 Revaz Devdariani 7 Zurab Shermadini 8 Levan Kobaidze 9 Dimitri Makishvili 11 Kakhaber Maisaia 13 David Bobokhidze 14 Aleksandr Jamburia 15 David Lukava 17 Archil Sebiskveradze Ent. Zaal Chitaladze | 1 Christos Achis 2 Ilias Bousbouras 3 Apostolos Gkaifyllias 4 Marios Troulitakis 5 Eleftherios Kouvaras 6 Gkritzalis Papadopoulos 7 Thomas Panou 8 Panagiotis Artinos 9 Giannis Delaportas 10 Sokratis Mourdoukoutas 11 Antonios Manos 12 Dimitris Theofilou 13 Akis Iliadis 14 Christos Stratis Ent. Stefanos Soilemes | 1 James Dalton 2 Ben Mortlock 3 Jason Kilbride 4 Neil Morgan 5 Thomas Obasi 6 Agon Rexha 7 Nick Colley 8 Luke Ballinger 9 Oliver Wheatley-O'Neil 10 Robert Ursell 11 Hussein Isa 12 Samuel Richardson 13 Curtis Holmes 14 Grant Osborn Ent. Peter Sturgess | 1 Einar Hjorleifsson 2 Aron Sigurdarson 3 Gudmundur Karl Gudmundsson 4 Haraldur Gudmundsson 5 Eidur Sigurbjornsson 6 Illugi Thór Gunnarsson 7 Thórarinn Valdimarsson 8 Gudmundur Steinarsson 9 Tryggvi Gudmundsson 10 Thorsteinn Már Ragnarsson 11 Magnús Thorsteinsson 12 Albert Saevarsson 13 Brynar Gauti Gudjonsson 14 Heimir Ásgeirsson Ent. Willum Thór Thórsson |  |

| Israel | Letonia | Lituania | Malta | Moldavia | Montenegro |  |
| 1 Idan Katz 2 Gideon Sharvit 3 Idan Shkolnik 4 Matan Shriki 5 Guy Izhakov 6 Oz Sabag 7 Erez Laluz 8 Dimitri Shulkin 9 Yehuda Zisman 10 Avi Kalif 11 Lior Cohen 12 Shahaf Bar-Zakay 13 Ehab Abu-Zaher 14 Adam Cohen Ent. Victor Hadad | 1 Aigars Bondars 2 Vadims Atamanukovs 3 Andrejs Aleksejevs 4 Maksims Sens 5 Aleksejs Baranovs 6 Sergejs Nagibins 7 Andrejs Šustrovs 8 Igors Dacko 9 Ruslans Seleznovs 10 Aleksandrs Žukovs 11 Dmitrijs Jakovlevs 13 Olegs Matvejevs 14 Artjoms Kolesnikovs Ent. Arturs Šketovs | 1 Vitalij Baj 2 Pavelas Smolkovas 3 Jurijus Jeremejevas 4 Valentin Baranovskij 5 Vladimiras Zadneprovskis 7 Tomas Nemanis 9 Arunas Šteinas 10 Virmantas Lemežis 11 Arsenij Buinickij 12 Deividas Bucinskas 13 Audrius Juozaitis 14 Justas Gulbinas Ent. Deividas Kalpokas | 1 Matthew Mifsud 2 John Cutajar 3 Jonathan Magri Overend 4 David Smith 5 Dean Gera 6 Timothy Zammit 7 George Frendo 8 Melvin Borg 9 Clint Cope 10 Glenn Bonello 11 Chriss Brincat 12 Bjorn Vassallo 13 Paul Bugeja 14 Carlos Scicluna Ent. Victor Hermans | 1 Denis Criuci?ov 2 Oleg Gojan 3 Andrian Lascu 4 Vasile Arlet 5 Andrei Negara 6 Constantin Burdujel 7 Alexei Munteanu 8 Oleg Hilotii 9 Andrei Vicolas 10 Sergiu Tacot 11 Vladimir Tanurcov 12 Nicolae Neagu 14 Denis Coicev 15 Valeriu Baesu Ent. Vladimir Vusatii | 1 Dragoljub Despotovic 2 Milovan Draškovic 3 Vladimir Vukcevic 4 Zoran Barovic 5 Nikola Perovic 6 Nemanja Vukašinovic 7 Bojan Bajovic 8 Igor Jovanovic 9 Saša Gojkovic 10 Mihailo Damjanovic 11 Ranko Novovic 12 Miloš Boškovic 13 Darko Zekovic 14 Ilija Mugoša Ent. Sveto Lesar |  |

| Noruega | República de Irlanda | República de Macedonia | San Marino | Suiza | Turquía |  |
| 1 Magnar Nordtun 2 Erik Jonvik 3 Thomas Klaussen 4 Thomas Sæther 5 Carl-Erik Torp 6 Morten Ravlo 7 Christoffer Dahl 8 Tresor Egholm 9 Stian Johnsen 10 Stian Sortevik 11 Tor-Øyvind Reinemo 12 Kenneth Rakvaag 13 Cato Valøy 14 Abdurahim Lajaab Ent. Esten Saether | 1 John Somers 2 Lloyd Massey 3 Mark Langtry 4 Christopher Doyle 5 Ross Zambra 6 Alan McCabe 7 Ian Byrne 8 Dane Massey 9 Philip McDonagh 10 Anthony Kane 11 Cian McDonald 13 Brendan Dawson 14 Joseph Watson 16 Ian Carry Ent. Derek O'Neill | 1 Marjan Cvetkovski 2 Zoran Leveski 3 Stefan Vetadjokoski 4 Ferid Agushi 5 Nenad Petrovski 6 Martin Todorovski 7 Oliver Jovanovski 8 Zharko Naskovski 9 Darko Rangotov 10 Branislav Ljubomir 11 Dragan Petrovic 12 Emil Jocevski 13 Adrijan Micevski 15 Miroslav Todorovski Ent. Vasil Skenderovski | 1 Marco Pelliccioni 2 Luca Della Balda 3 Lorenzo Belluzzi 4 Alex Santi 5 Gabriel Hernan Rossini 6 Manuel Poggiali 7 Marco Mularoni 8 Matteo Michelotti 9 Agostino Leardini 10 Gian Luca Gerloni 11 Fabio Gasperoni 12 Fabrizio Amati 13 Gabriele Capicchioni 14 Fabio Belloni Ent. Luciano Mularoni | 1 Mischa Felber 2 Yves Mezger 3 Laurent Rumo 4 David Mühlemann 5 Daniel Mohorovic 6 Fabio Santona 7 Yannick Raboud 8 Salvatore Patera 9 David Meyer (?) 10 Mattiyas Demircan 11 Danijel Agatic 12 Loris Maccarone 15 Thomas Rumo Ent. David Meyer (?-) | 1 Hüseyin Yildiz 2 Serhat Çiçek 3 Kenan Köseoglu 4 Sakir Bozlar 5 Yasin Erdal 6 Cem Keskin 7 Mustafa Sen 8 Aziz Saglam 9 Burak Yildirim 10 Cihan Özcan 11 Mustafa Kurtay 12 Mahmut Akbas 13 Altan Aksoy 14 Gökhan Yilmaz Ent. Ömer Kaner |  |

## Organización

### Sedes
El torneo se disputó en las ciudades de:
| Grupo | País                   | Ciudad        | Pabellón                            | Capacidad |
| A     | Turquía                | Izmir         | Celal Atik Sports Hall              |           |
| B     | Islandia               | Hafnarfjörður | Asvellir                            |           |
| C     | República de Macedonia | Skopje        | Sport Recreation Center Kale-Skopje |           |
| D     | Malta                  | Cospicua      | Cottonera Sports Complex            |           |
| E     | Finlandia              | Tampere       | Pirkkahalli                         |           |
| F     | República de Irlanda   | Dublín        | National Basketball Arena           |           |

## Resultados
(Entre el 20 y el 24 de enero de 2011)

### Grupo A
| Equipo     | Pts | PJ | PG | PE | PP | GF | GC | Dif |
| ---------- | --- | -- | -- | -- | -- | -- | -- | --- |
| Turquía    | 6   | 3  | 2  | 0  | 1  | 11 | 6  | 5   |
| Montenegro | 6   | 3  | 2  | 0  | 1  | 9  | 9  | 0   |
| Moldavia   | 3   | 3  | 1  | 0  | 2  | 8  | 10 | -2  |
| Suiza      | 3   | 3  | 1  | 0  | 2  | 8  | 11 | -3  |

#### Resultados
| Jornada 1; Viernes, 21 de enero de 2011 15:30 UTC+1 | Moldavia | 4-3     | Suiza                                                                            | Celal Atik Sports Hall, Izmir (Turquía) | |
|                                                     | Alexei Munteanu 15'12' · Oleg Hilotii 16'44' · Sergiu Tacot 25'19' · Andrei Vicolas 29'28' · Constantin Burdujel 26'59' · Nicolae Neagu 39'27' | Reporte | 32'29', 38'20 (p.) Yannick Raboud · 37'20' Daniel Mohorovic · 39'28' David Meyer | Árbitro(s): Primer árbitro: Gerd Bylois (BEL) Segundo árbitro: Marian Gal (SVK) Tercer árbitro: Dejan Nikolic (SVN) Mesa: Delegado UEFA: Petr Fousek (CZE) Obserbador árbitros: Pedro Ángel Galán Nieto (ESP) | Árbitro(s): Primer árbitro: Gerd Bylois (BEL) Segundo árbitro: Marian Gal (SVK) Tercer árbitro: Dejan Nikolic (SVN) Mesa: Delegado UEFA: Petr Fousek (CZE) Obserbador árbitros: Pedro Ángel Galán Nieto (ESP) |

| Jornada 1; Viernes, 21 de enero de 2011 18:00 UTC+1 | Turquía | 5-1     | Montenegro                                                                                       | Celal Atik Sports Hall, Izmir (Turquía) | |
|                                                     | Yasin Erdal 15'31', 32'43', (p.) 34'46 · Burak Yildirim 31'21' · Cihan Özcan 32'24', 34'49' · Mustafa Sen 32'00' · Mustafa Kurtay 40'00' | Reporte | 24'04' Ilija Mugoša · 28'34' Darko Zekovic · 34'45' Dragoljub Despotovic · 40'00' Miloš Boškovic | Árbitro(s): Primer árbitro: Balázs Farkas (HUN) Segundo árbitro: Dejan Nikolic (SVN) Tercer árbitro: Marian Gal (SVK) Mesa: Delegado UEFA: Petr Fousek (CZE) Obserbador árbitros: Pedro Ángel Galán Nieto (ESP) | Árbitro(s): Primer árbitro: Balázs Farkas (HUN) Segundo árbitro: Dejan Nikolic (SVN) Tercer árbitro: Marian Gal (SVK) Mesa: Delegado UEFA: Petr Fousek (CZE) Obserbador árbitros: Pedro Ángel Galán Nieto (ESP) |

| Jornada 2; Sábado, 22 de enero de 2011 15:30 UTC+1 | Montenegro                                                                   | 3-2     | Moldavia | Celal Atik Sports Hall, Izmir (Turquía) | |
|                                                    | Zoran Barovic 03'45', 27'28' · Nikola Perovic 21'59' · Nikola Perovic 29'18' | Reporte | 19'21' Vasile Arlet · 23'49' Andrei Vicolas · 16'15' Nicolae Neagu · 27'27' Alexei Munteanu · 28'07' Sergiu Tacot | Árbitro(s): Primer árbitro: Marian Gal (SVK) Segundo árbitro: Gerd Bylois (BEL) Tercer árbitro: Dejan Nikolic (SVN) Mesa: Delegado UEFA: Petr Fousek (CZE) Obserbador árbitros: Pedro Ángel Galán Nieto (ESP) | Árbitro(s): Primer árbitro: Marian Gal (SVK) Segundo árbitro: Gerd Bylois (BEL) Tercer árbitro: Dejan Nikolic (SVN) Mesa: Delegado UEFA: Petr Fousek (CZE) Obserbador árbitros: Pedro Ángel Galán Nieto (ESP) |

| Jornada 2; Sábado, 22 de enero de 2011 18:00 UTC+1 | Turquía                                                       | 2-3     | Suiza                                                                                    | Celal Atik Sports Hall, Izmir (Turquía) | |
|                                                    | Serhat Çiçek 09'54' · Mustafa Sen 19'51' · Aziz Saglam 33'17' | Reporte | 18'23' Yves Mezger · 31'44' Fabio Santona · 38'57' Danijel Agatic · 39'24' Fabio Santona | Árbitro(s): Primer árbitro: Segundo árbitro: Tercer árbitro: Mesa: Delegado UEFA: Petr Fousek (CZE) Obserbador árbitros: Pedro Ángel Galán Nieto (ESP) | Árbitro(s): Primer árbitro: Segundo árbitro: Tercer árbitro: Mesa: Delegado UEFA: Petr Fousek (CZE) Obserbador árbitros: Pedro Ángel Galán Nieto (ESP) |

| Jornada 3; Lunes, 24 de enero de 2011 15:30 UTC+1 | Suiza                                                           | 2-5     | Montenegro                                                                                              | Celal Atik Sports Hall, Izmir (Turquía) | |
|                                                   | David Meyer 23'42' · Fabio Santona 26'34' · Laurent Rumo 19'39' | Reporte | 02'46', 24'57' Nikola Perovic · 10'48' Bojan Bajovic · 15'05' Ilija Mugoša · 17'07' Nemanja Vukašinovic | Árbitro(s): Primer árbitro: Gerd Bylois (BEL) Segundo árbitro: Marian Gal (SVK) Tercer árbitro: Dejan Nikolic (SVN) Mesa: Delegado UEFA: Petr Fousek (CZE) Obserbador árbitros: Pedro Ángel Galán Nieto (ESP) | Árbitro(s): Primer árbitro: Gerd Bylois (BEL) Segundo árbitro: Marian Gal (SVK) Tercer árbitro: Dejan Nikolic (SVN) Mesa: Delegado UEFA: Petr Fousek (CZE) Obserbador árbitros: Pedro Ángel Galán Nieto (ESP) |

| Jornada 3; Lunes, 24 de enero de 2011 18:00 UTC+1 | Moldavia | 2-4     | Turquía | Celal Atik Sports Hall, Izmir (Turquía) | |
|                                                   | Oleg Hilotii 02'57' · Denis Coicev 22'00' · Oleg Hilotii 22'20' · Denis Coicev 21'11' · Andrei Negara 27'47' | Reporte | 17'36', 18'25' Cihan Özcan · 31'58' Burak Yildirim · 36'05' Aziz Saglam · 17'48' , 21'30', 21'30' Cihan Özcan · 18'37' Hüseyin Yildiz · 26'07' Mustafa Sen · 29'18' Yasin Erdal | Árbitro(s): Primer árbitro: Balázs Farkas (HUN) Segundo árbitro: Dejan Nikolic (SVN) Tercer árbitro: Marian Gal (SVK) Mesa: Delegado UEFA: Petr Fousek (CZE) Obserbador árbitros: Pedro Ángel Galán Nieto (ESP) | Árbitro(s): Primer árbitro: Balázs Farkas (HUN) Segundo árbitro: Dejan Nikolic (SVN) Tercer árbitro: Marian Gal (SVK) Mesa: Delegado UEFA: Petr Fousek (CZE) Obserbador árbitros: Pedro Ángel Galán Nieto (ESP) |

### Grupo B
| Equipo   | Pts | PJ | PG | PE | PP | GF | GC | Dif |
| -------- | --- | -- | -- | -- | -- | -- | -- | --- |
| Letonia  | 9   | 3  | 3  | 0  | 0  | 11 | 5  | 6   |
| Islandia | 6   | 3  | 2  | 0  | 1  | 15 | 10 | 5   |
| Grecia   | 1   | 3  | 0  | 1  | 2  | 6  | 11 | -5  |
| Armenia  | 1   | 3  | 0  | 1  | 2  | 4  | 10 | -6  |

#### Resultados
| Jornada 1; Viernes, 21 de enero de 2011 17:30 UTC+1 | Grecia | 2-2     | Armenia                                          | Asvellir, Hafnarfjörður (Islandia) | |
|                                                     | Giannis Delaportas 06'27' · Sokratis Mourdoukoutas 22'51' · Gkritzalis Papadopoulos 09'48' , 38'00' , 38'01' · Dimitris Theofilou 38'36' | Reporte | 05'06' Armen Danielyan · 26'02' Khoren Zargaryan | Árbitro(s): Primer árbitro: Roberto Marin (ESP) Segundo árbitro: Bekim Zogaj (SUI) Tercer árbitro: Marc Birkett (ENG) Mesa: Delegado UEFA: Charles Ronlez (BEL) Obserbador árbitros: Stefan Weber (GER) | Árbitro(s): Primer árbitro: Roberto Marin (ESP) Segundo árbitro: Bekim Zogaj (SUI) Tercer árbitro: Marc Birkett (ENG) Mesa: Delegado UEFA: Charles Ronlez (BEL) Obserbador árbitros: Stefan Weber (GER) |

| Jornada 1; Viernes, 21 de enero de 2011 20:00 UTC+1 | Islandia | 4-5     | Letonia | Asvellir, Hafnarfjörður (Islandia) | |
|                                                     | Magnús Thorsteinsson 15'58' · Thórarinn Valdimarsson 18'32', 29'33' · Gudmundur Steinarsson 23'35' · Tryggvi Gudmundsson 29'22' · Thorsteinn Már Ragnarsson 39'13' | Reporte | 09'49' Andrejs Šustrovs · 26'10' Aleksejs Baranovs · 22'00' Maksims Sens · 29'22' Igors Dacko · 34'50' Dmitrijs Jakovlevs · 23'34' Andrejs Šustrovs · 15'15' Aigars Bondars · 16'49' Aleksejs Baranovs · 24'21' Olegs Matvejevs | Árbitro(s): Primer árbitro: Gerald Bauernfeind (AUT) Segundo árbitro: Marc Birkett (ENG) Tercer árbitro: Bekim Zogaj (SUI) Mesa: Delegado UEFA: Charles Ronlez (BEL) Obserbador árbitros: Stefan Weber (GER) | Árbitro(s): Primer árbitro: Gerald Bauernfeind (AUT) Segundo árbitro: Marc Birkett (ENG) Tercer árbitro: Bekim Zogaj (SUI) Mesa: Delegado UEFA: Charles Ronlez (BEL) Obserbador árbitros: Stefan Weber (GER) |

| Jornada 2; Sábado, 22 de enero de 2011 15:30 UTC+1 | Letonia | 4-0     | Grecia                      | Asvellir, Hafnarfjörður (Islandia) | |
|                                                    | Eleftherios Kouvaras (p.p.) 11'43' · Aleksejs Baranovs 17'24' · Dmitrijs Jakovlevs 19'18' · Igors Dacko 33'07' | Reporte | 05'20' Eleftherios Kouvaras | Árbitro(s): Primer árbitro: Marc Birkett (ENG) Segundo árbitro: Gerald Bauernfeind (AUT) Tercer árbitro: Roberto Marin (ESP) Mesa: Delegado UEFA: Charles Ronlez (BEL) Obserbador árbitros: Stefan Weber (GER) | Árbitro(s): Primer árbitro: Marc Birkett (ENG) Segundo árbitro: Gerald Bauernfeind (AUT) Tercer árbitro: Roberto Marin (ESP) Mesa: Delegado UEFA: Charles Ronlez (BEL) Obserbador árbitros: Stefan Weber (GER) |

| Jornada 2; Sábado, 22 de enero de 2011 18:00 UTC+1 | Islandia | 6-1     | Armenia | Asvellir, Hafnarfjörður (Islandia) | |
|                                                    | Thorsteinn Már Ragnarsson 11'43', 30'08' · Gudmundur Steinarsson (p.) 17'00' · Haraldur Gudmundsson 34'46' · Tryggvi Gudmundsson 36'30' · Magnús Thorsteinsson 38'15' · Eidur Sigurbjornsson 21'25' · Thórarinn Valdimarsson 24'48' | Reporte | 10'39' Khoren Zargaryan · 07'25' , 38'14' , 38'14' Saro Mardanyan · 08'53' Mher Nazaretyan · 17'49' Khoren Zargaryan · 39'57' Artur Karapetyan | Árbitro(s): Primer árbitro: Bekim Zogaj (SUI) Segundo árbitro: Roberto Marin (ESP) Tercer árbitro: Gerald Bauernfeind (AUT) Mesa: Delegado UEFA: Charles Ronlez (BEL) Obserbador árbitros: Stefan Weber (GER) | Árbitro(s): Primer árbitro: Bekim Zogaj (SUI) Segundo árbitro: Roberto Marin (ESP) Tercer árbitro: Gerald Bauernfeind (AUT) Mesa: Delegado UEFA: Charles Ronlez (BEL) Obserbador árbitros: Stefan Weber (GER) |

| Jornada 3; Lunes, 24 de enero de 2011 17:30 UTC+1 | Armenia                                                | 1-2     | Letonia                                             | Asvellir, Hafnarfjörður (Islandia) | |
|                                                   | Vladimir Mkhitaryan 24'20' · Armen Gyulambaryan 15'16' | Reporte | 19'04' Sergejs Nagibins · 35'05' Dmitrijs Jakovlevs | Árbitro(s): Primer árbitro: Roberto Marin (ESP) Segundo árbitro: Bekim Zogaj (SUI) Tercer árbitro: Marc Birkett (ENG) Mesa: Delegado UEFA: Charles Ronlez (BEL) Obserbador árbitros: Stefan Weber (GER) | Árbitro(s): Primer árbitro: Roberto Marin (ESP) Segundo árbitro: Bekim Zogaj (SUI) Tercer árbitro: Marc Birkett (ENG) Mesa: Delegado UEFA: Charles Ronlez (BEL) Obserbador árbitros: Stefan Weber (GER) |

| Jornada 3; Lunes, 24 de enero de 2011 20:00 UTC+1 | Grecia                                                                                                 | 4-5     | Islandia | Asvellir, Hafnarfjörður (Islandia) | |
|                                                   | Ilias Bousbouras 06'38' · Gkritzalis Papadopoulos 35'18', 36'51', 38'27' · Eleftherios Kouvaras 29'59' | Reporte | 18'41' Tryggvi Gudmundsson · 15'01', 25'09' Thórarinn Valdimarsson · 29'44' Thorsteinn Már Ragnarsson · 34'21' Magnús Thorsteinsson · 08'25' Tryggvi Gudmundsson · 19'59' Albert Saevarsson · 35'16' Haraldur Gudmundsson | Árbitro(s): Primer árbitro: Gerald Bauernfeind (AUT) Segundo árbitro: Marc Birkett (ENG) Tercer árbitro: Bekim Zogaj (SUI) Mesa: Delegado UEFA: Charles Ronlez (BEL) Obserbador árbitros: Stefan Weber (GER) | Árbitro(s): Primer árbitro: Gerald Bauernfeind (AUT) Segundo árbitro: Marc Birkett (ENG) Tercer árbitro: Bekim Zogaj (SUI) Mesa: Delegado UEFA: Charles Ronlez (BEL) Obserbador árbitros: Stefan Weber (GER) |

### Grupo C
| Equipo                 | Pts | PJ | PG | PE | PP | GF | GC | Dif |
| ---------------------- | --- | -- | -- | -- | -- | -- | -- | --- |
| República de Macedonia | 9   | 3  | 3  | 0  | 0  | 11 | 4  | 7   |
| Georgia                | 6   | 3  | 2  | 0  | 1  | 13 | 2  | 11  |
| Inglaterra             | 3   | 3  | 1  | 0  | 2  | 4  | 9  | -5  |
| Estonia                | 0   | 3  | 0  | 0  | 3  | 4  | 17 | -13 |

#### Resultados
| Jornada 1; Viernes, 21 de enero de 2011 18:00 UTC+1 | Georgia | 8-0     | Estonia | Sport Recreation Center Kale-Skopje, Skopje (República de Macedonia) | |
|                                                     | David Bobokhidze 01'11', 19'58', 22'47' · Archil Sebiskveradze 01'51', 04'09', 24'11' · Shota Chanukvadze 11'44' · Dimitri Makishvili 34'42' | Reporte |         | Árbitro(s): Primer árbitro: Elchin Mammadov (AZE) Segundo árbitro: Eduard Mikaelyan (ARM) Tercer árbitro: Olzhas Abrayev (KAZ) Mesa: Delegado UEFA: Valeriu Ionita (ROU) Obserbador árbitros: Perry Gautier (BEL) | Árbitro(s): Primer árbitro: Elchin Mammadov (AZE) Segundo árbitro: Eduard Mikaelyan (ARM) Tercer árbitro: Olzhas Abrayev (KAZ) Mesa: Delegado UEFA: Valeriu Ionita (ROU) Obserbador árbitros: Perry Gautier (BEL) |

| Jornada 1; Viernes, 21 de enero de 2011 20:30 UTC+1 | República de Macedonia                               | 3-1     | Inglaterra                                                | Sport Recreation Center Kale-Skopje, Skopje (República de Macedonia)                                                                            | |
|                                                     | Darko Rangotov 08'23', 39'57' · Zoran Leveski 21'34' | Reporte | 28'47' Neil Morgan · 36'13' , 38'38', 38'38' Thomas Obasi | Árbitro(s): Primer árbitro: Segundo árbitro: Tercer árbitro: Mesa: Delegado UEFA: Valeriu Ionita (ROU) Obserbador árbitros: Perry Gautier (BEL) | Árbitro(s): Primer árbitro: Segundo árbitro: Tercer árbitro: Mesa: Delegado UEFA: Valeriu Ionita (ROU) Obserbador árbitros: Perry Gautier (BEL) |

| Jornada 2; Sábado, 22 de enero de 2011 18:00 UTC+1 | Inglaterra                                                       | 0-4     | Georgia | Sport Recreation Center Kale-Skopje, Skopje (República de Macedonia) | |
|                                                    | Nick Colley 29'51' · Luke Ballinger 31'57' · Grant Osborn 39'59' | Reporte | 14'55' David Bobokhidze · 29'29' Archil Sebiskveradze · 31'56' Zurab Shermadini · 35'52' Levan Kobaidze · 26'40' Revaz Devdariani | Árbitro(s): Primer árbitro: Olzhas Abrayev (KAZ) Segundo árbitro: Elchin Mammadov (AZE) Tercer árbitro: Radek Venc (CZE) Mesa: Delegado UEFA: Valeriu Ionita (ROU) Obserbador árbitros: Perry Gautier (BEL) | Árbitro(s): Primer árbitro: Olzhas Abrayev (KAZ) Segundo árbitro: Elchin Mammadov (AZE) Tercer árbitro: Radek Venc (CZE) Mesa: Delegado UEFA: Valeriu Ionita (ROU) Obserbador árbitros: Perry Gautier (BEL) |

| Jornada 2; Sábado, 22 de enero de 2011 20:30 UTC+1 | República de Macedonia | 6-2     | Estonia                                                                         | Sport Recreation Center Kale-Skopje, Skopje (República de Macedonia) | |
|                                                    | Darko Rangotov 01'30', 17'27', (p.) 19'34, 34'44' · Branislav Ljubomir 13'44' · Martin Todorovski 15'54' · Dragan Petrovic (p.) 18'40 · Stefan Vetadjokoski 39'41' · Darko Rangotov 19'45' · Oliver Jovanovski 31'18' | Reporte | 22'56' Sten Teino · 25'00' Mark Švets · 19'12' Sten Teino · 28'26' Ilja Antonov | Árbitro(s): Primer árbitro: Eduard Mikaelyan (ARM) Segundo árbitro: Radek Venc (CZE) Tercer árbitro: Elchin Mammadov (AZE) Mesa: Delegado UEFA: Valeriu Ionita (ROU) Obserbador árbitros: Perry Gautier (BEL) | Árbitro(s): Primer árbitro: Eduard Mikaelyan (ARM) Segundo árbitro: Radek Venc (CZE) Tercer árbitro: Elchin Mammadov (AZE) Mesa: Delegado UEFA: Valeriu Ionita (ROU) Obserbador árbitros: Perry Gautier (BEL) |

| Jornada 3; Lunes, 24 de enero de 2011 18:00 UTC+1 | Estonia                                                                                                   | 2-3     | Inglaterra | Sport Recreation Center Kale-Skopje, Skopje (República de Macedonia) | |
|                                                   | Ilja Antonov 07'57' · Mark Švets 15'50' · Martin Taska 04'09' · Mark Švets 28'50' · Nikita Tšernei 36'37' | Reporte | 30'18' Robert Ursell · 32'03 (p.), 32'06', 32'43', 34'34 (p.), 36'38 (p.) Luke Ballinger · 38'33' Hussein Isa | Árbitro(s): Primer árbitro: Elchin Mammadov (AZE) Segundo árbitro: Eduard Mikaelyan (ARM) Tercer árbitro: Olzhas Abrayev (KAZ) Mesa: Delegado UEFA: Valeriu Ionita (ROU) Obserbador árbitros: Perry Gautier (BEL) | Árbitro(s): Primer árbitro: Elchin Mammadov (AZE) Segundo árbitro: Eduard Mikaelyan (ARM) Tercer árbitro: Olzhas Abrayev (KAZ) Mesa: Delegado UEFA: Valeriu Ionita (ROU) Obserbador árbitros: Perry Gautier (BEL) |

| Jornada 3; Lunes, 24 de enero de 2011 20:30 UTC+1 | Georgia                 | 1-2     | República de Macedonia                                  | Sport Recreation Center Kale-Skopje, Skopje (República de Macedonia) | |
|                                                   | David Bobokhidze 39'32' | Reporte | 01'27', 26'05' Zoran Leveski · 00'38' Martin Todorovski | Árbitro(s): Primer árbitro: Radek Venc (CZE) Segundo árbitro: Olzhas Abrayev (KAZ) Tercer árbitro: Eduard Mikaelyan (ARM) Mesa: Delegado UEFA: Valeriu Ionita (ROU) Obserbador árbitros: Perry Gautier (BEL) | Árbitro(s): Primer árbitro: Radek Venc (CZE) Segundo árbitro: Olzhas Abrayev (KAZ) Tercer árbitro: Eduard Mikaelyan (ARM) Mesa: Delegado UEFA: Valeriu Ionita (ROU) Obserbador árbitros: Perry Gautier (BEL) |

### Grupo D
| Equipo   | Pts | PJ | PG | PE | PP | GF | GC | Dif |
| -------- | --- | -- | -- | -- | -- | -- | -- | --- |
| Francia  | 9   | 3  | 3  | 0  | 0  | 11 | 3  | 8   |
| Bulgaria | 6   | 3  | 2  | 0  | 1  | 14 | 5  | 9   |
| Lituania | 3   | 3  | 1  | 0  | 2  | 9  | 10 | -1  |
| Malta    | 0   | 3  | 0  | 0  | 3  | 2  | 18 | -16 |

#### Resultados
| Jornada 1; Viernes, 21 de enero de 2011 16:30 UTC+1 | Lituania                                                                                                | 3-6     | Bulgaria | Cottonera Sports Complex, Cospicua (Malta) | |
|                                                     | Virmantas Lemežis 01'31' · Tomas Nemanis 03'00' · Justas Gulbinas 18'41' · Arsenij Buinickij (p.) 39'05 | Reporte | 05'05', 33'35' Boris Trendafilov · 09'18' Angel Todorov · 18'35', 34'03', 34'59' Boycho Marev · 31'50 (p.) Georgi Gerasimov · 39'27' Boycho Marev · 23'26' Stanislav Vasilev · 31'36' Ismet Hadjiev | Árbitro(s): Primer árbitro: Vyacheslav Daragan (UKR) Segundo árbitro: Shota Kukhilava (GEO) Tercer árbitro: Erez Papir (ISR) Mesa: Delegado UEFA: Zoran Dimic (SRB) Obserbador árbitros: Károly Török (HUN) | Árbitro(s): Primer árbitro: Vyacheslav Daragan (UKR) Segundo árbitro: Shota Kukhilava (GEO) Tercer árbitro: Erez Papir (ISR) Mesa: Delegado UEFA: Zoran Dimic (SRB) Obserbador árbitros: Károly Török (HUN) |

| Jornada 1; Viernes, 21 de enero de 2011 20:00 UTC+1 | Malta                                                           | 1-6     | Francia | Cottonera Sports Complex, Cospicua (Malta) | |
|                                                     | Glenn Bonello 34'53' · Timothy Zammit 05'30' · Dean Gera 32'52' | Reporte | 03'15' Jonathan Chaulet · 05'03', 36'47' Alexandre Teixeira · 12'33' Kamel Hamdoud · 25'42', 34'37' David Le Boette | Árbitro(s): Primer árbitro: Dragan Skakic (BIH) Segundo árbitro: Erez Papir (ISR) Tercer árbitro: Mesa: Delegado UEFA: Zoran Dimic (SRB) Obserbador árbitros: Károly Török (HUN) | Árbitro(s): Primer árbitro: Dragan Skakic (BIH) Segundo árbitro: Erez Papir (ISR) Tercer árbitro: Mesa: Delegado UEFA: Zoran Dimic (SRB) Obserbador árbitros: Károly Török (HUN) |

| Jornada 2; Sábado, 22 de enero de 2011 18:00 UTC+1 | Francia                                                 | 3-1     | Lituania                                           | Cottonera Sports Complex, Cospicua (Malta) | |
|                                                    | David Le Boette 25'39' · Mustapha Otmani 37'32', 38'13' | Reporte | 12'18' Justas Gulbinas · 11'14' Deividas Bucinskas | Árbitro(s): Primer árbitro: Erez Papir (ISR) Segundo árbitro: Dragan Skakic (BIH) Tercer árbitro: Vyacheslav Daragan (UKR) Mesa: Delegado UEFA: Zoran Dimic (SRB) Obserbador árbitros: Károly Török (HUN) | Árbitro(s): Primer árbitro: Erez Papir (ISR) Segundo árbitro: Dragan Skakic (BIH) Tercer árbitro: Vyacheslav Daragan (UKR) Mesa: Delegado UEFA: Zoran Dimic (SRB) Obserbador árbitros: Károly Török (HUN) |

| Jornada 2; Sábado, 22 de enero de 2011 20:00 UTC+1 | Malta                  | 0-7     | Bulgaria | Cottonera Sports Complex, Cospicua (Malta) | |
|                                                    | Carlos Scicluna 36'06' | Reporte | 37'55' Blagovest Marev · 16'25' Boris Trendafilov · 18'38', 23'26', 38'16' Boycho Marev · 32'11' Viktor Viktorov · 38'28' Boyko Kosev · 11'09' Blagovest Marev · 17'38' Boycho Marev | Árbitro(s): Primer árbitro: Shota Kukhilava (GEO) Segundo árbitro: Vyacheslav Daragan (UKR) Tercer árbitro: Dragan Skakic (BIH) Mesa: Delegado UEFA: Zoran Dimic (SRB) Obserbador árbitros: Károly Török (HUN) | Árbitro(s): Primer árbitro: Shota Kukhilava (GEO) Segundo árbitro: Vyacheslav Daragan (UKR) Tercer árbitro: Dragan Skakic (BIH) Mesa: Delegado UEFA: Zoran Dimic (SRB) Obserbador árbitros: Károly Török (HUN) |

| Jornada 3; Lunes, 24 de enero de 2011 18:00 UTC+1 | Bulgaria                                          | 1-2     | Francia                                                              | Cottonera Sports Complex, Cospicua (Malta)                                                                                                  | |
|                                                   | Viktor Viktorov 08'21' · Boris Trendafilov 40'00' | Reporte | 12'15' David Le Boette · 38'40' Kamel Hamdoud · 36'47' Kamel Hamdoud | Árbitro(s): Primer árbitro: Segundo árbitro: Tercer árbitro: Mesa: Delegado UEFA: Zoran Dimic (SRB) Obserbador árbitros: Károly Török (HUN) | Árbitro(s): Primer árbitro: Segundo árbitro: Tercer árbitro: Mesa: Delegado UEFA: Zoran Dimic (SRB) Obserbador árbitros: Károly Török (HUN) |

| Jornada 3; Lunes, 24 de enero de 2011 20:00 UTC+1 | Lituania                                             | 5-1     | Malta            | Cottonera Sports Complex, Cospicua (Malta)                                                                                                  | |
|                                                   | Tomas Nemanis 14'50', 15'48', 16'49', 23'06', 29'28' | Reporte | 31'17' Dean Gera | Árbitro(s): Primer árbitro: Segundo árbitro: Tercer árbitro: Mesa: Delegado UEFA: Zoran Dimic (SRB) Obserbador árbitros: Károly Török (HUN) | Árbitro(s): Primer árbitro: Segundo árbitro: Tercer árbitro: Mesa: Delegado UEFA: Zoran Dimic (SRB) Obserbador árbitros: Károly Török (HUN) |

### Grupo E
| Equipo     | Pts | PJ | PG | PE | PP | GF | GC | Dif |
| ---------- | --- | -- | -- | -- | -- | -- | -- | --- |
| Finlandia  | 7   | 3  | 2  | 1  | 0  | 18 | 2  | 16  |
| Albania    | 6   | 3  | 2  | 0  | 1  | 11 | 17 | -6  |
| Chipre     | 4   | 3  | 1  | 1  | 1  | 13 | 11 | 2   |
| San Marino | 0   | 3  | 0  | 0  | 3  | 4  | 16 | -12 |

#### Resultados
| Jornada 1; Jueves, 20 de enero de 2011 15:45 UTC+1 | Chipre | 5-2     | San Marino                                            | Pirkkahalli, Tampere (Finlandia) | |
|                                                    | Costas Poliviou 13'52', 15'24' · Lambros Vassiliou 14'25' · Manolis Manoli 22'52' · Alex Santi (p.p.) 33'13' · Iacovos Papadopoulos 05'06' · Tasos Skampylis 19'33' | Reporte | 04'23' Gabriele Capicchioni · 39'31' Luca Della Balda | Árbitro(s): Primer árbitro: Kiazo Leladze (LVA) Segundo árbitro: Veljko Boškovic (MNE) Tercer árbitro: Borislav Kolev (BUL) Mesa: Delegado UEFA: Vladimir Badura (SVK) Obserbador árbitros: Radek Lobo (CZE) | Árbitro(s): Primer árbitro: Kiazo Leladze (LVA) Segundo árbitro: Veljko Boškovic (MNE) Tercer árbitro: Borislav Kolev (BUL) Mesa: Delegado UEFA: Vladimir Badura (SVK) Obserbador árbitros: Radek Lobo (CZE) |

| Jornada 1; Jueves, 20 de enero de 2011 18:00 UTC+1 | Finlandia | 9-0     | Albania | Pirkkahalli, Tampere (Finlandia) | |
|                                                    | Jarkko Reinikka 08'10' · Risto Salmi 10'56' · Gentian Begaj (p.p.) 11'19' · Joonas Laurikainen 12'54' · Antti Teittinen 17'25' · Panu Autio 20'22', 25'13', 33'49' · Mikko Kytölä 39'25' | Reporte |         | Árbitro(s): Primer árbitro: Swen Eichler (GER) Segundo árbitro: Borislav Kolev (BUL) Tercer árbitro: Veljko Boškovic (MNE) Mesa: Delegado UEFA: Vladimir Badura (SVK) Obserbador árbitros: Radek Lobo (CZE) | Árbitro(s): Primer árbitro: Swen Eichler (GER) Segundo árbitro: Borislav Kolev (BUL) Tercer árbitro: Veljko Boškovic (MNE) Mesa: Delegado UEFA: Vladimir Badura (SVK) Obserbador árbitros: Radek Lobo (CZE) |

| Jornada 2; Sábado, 22 de enero de 2011 11:00 UTC+1 | Finlandia | 7-0     | San Marino                                                                   | Pirkkahalli, Tampere (Finlandia) | |
|                                                    | Panu Autio 12'12', (p.) 30'13' · Mikko Kytölä 29'26' · Teemu Terho 33'16' · Antti Teittinen 36'52', 38'46' · Juha-Pekka Torvinen 37'29' · Lasse Lind 39'59' | Reporte | 25'34' Matteo Michelotti · 30'35' Fabio Gasperoni · 37'28' Agostino Leardini | Árbitro(s): Primer árbitro: Veljko Boškovic (MNE) Segundo árbitro: Kiazo Leladze (LVA) Tercer árbitro: Swen Eichler (GER) Mesa: Delegado UEFA: Vladimir Badura (SVK) Obserbador árbitros: Radek Lobo (CZE) | Árbitro(s): Primer árbitro: Veljko Boškovic (MNE) Segundo árbitro: Kiazo Leladze (LVA) Tercer árbitro: Swen Eichler (GER) Mesa: Delegado UEFA: Vladimir Badura (SVK) Obserbador árbitros: Radek Lobo (CZE) |

| Jornada 2; Sábado, 22 de enero de 2011 13:15 UTC+1 | Albania | 7-6     | Chipre | Pirkkahalli, Tampere (Finlandia) | |
|                                                    | Indrin Llagami 04'49' · Gentian Begaj 15'30', 29'26', (p.) 37'27 · Armand Çela 15'51', 22'07' · Enrit Samarxhiu 18'59' · Erion Hoxha 24'47' · Indrin Llagami 05'52' · Roald Halimi 16'02' , 25'59' , 26'00' | Reporte | 01'33' Chrysostomos Chrysostomou · 14'57 (p.), 28'06', 35'31 (p.), 35'32', 37'21' Costas Poliviou · 30'07', 31'16 (p.) Charalambos Demetriou · 39'10' Iacovos Papadopoulos · 29'11' Costas Poliviou | Árbitro(s): Primer árbitro: Borislav Kolev (BUL) Segundo árbitro: Swen Eichler (GER) Tercer árbitro: Kiazo Leladze (LVA) Mesa: Delegado UEFA: Vladimir Badura (SVK) Obserbador árbitros: Radek Lobo (CZE) | Árbitro(s): Primer árbitro: Borislav Kolev (BUL) Segundo árbitro: Swen Eichler (GER) Tercer árbitro: Kiazo Leladze (LVA) Mesa: Delegado UEFA: Vladimir Badura (SVK) Obserbador árbitros: Radek Lobo (CZE) |

| Jornada 3; Domingo, 23 de enero de 2011 13:45 UTC+1 | San Marino                                     | 2-4     | Albania                                                                                    | Pirkkahalli, Tampere (Finlandia) | |
|                                                     | Fabio Gasperoni 09'37' · Marco Mularoni 13'44' | Reporte | 03'54' Gentian Begaj · 12'26' Junild Thanasi · 20'38' Armand Çela · 25'21' Enrit Samarxhiu | Árbitro(s): Primer árbitro: Swen Eichler (GER) Segundo árbitro: Borislav Kolev (BUL) Tercer árbitro: Veljko Boškovic (MNE) Mesa: Delegado UEFA: Vladimir Badura (SVK) Obserbador árbitros: Radek Lobo (CZE) | Árbitro(s): Primer árbitro: Swen Eichler (GER) Segundo árbitro: Borislav Kolev (BUL) Tercer árbitro: Veljko Boškovic (MNE) Mesa: Delegado UEFA: Vladimir Badura (SVK) Obserbador árbitros: Radek Lobo (CZE) |

| Jornada 3; Domingo, 23 de enero de 2011 16:00 UTC+1 | Chipre | 2-2     | Finlandia                                                             | Pirkkahalli, Tampere (Finlandia) | |
|                                                     | Kiriacos Mavroudis 08'12' · Costas Poliviou (p.) 17'59 · Chrysostomos Chrysostomou 34'16' · Lambros Vassiliou 13'24' · Manolis Manoli 30'32' | Reporte | 05'09', 06'09' Lasse Lind · 32'21' Panu Autio · 35'17' Ville Lindgren | Árbitro(s): Primer árbitro: Kiazo Leladze (LVA) Segundo árbitro: Veljko Boškovic (MNE) Tercer árbitro: Borislav Kolev (BUL) Mesa: Delegado UEFA: Vladimir Badura (SVK) Obserbador árbitros: Radek Lobo (CZE) | Árbitro(s): Primer árbitro: Kiazo Leladze (LVA) Segundo árbitro: Veljko Boškovic (MNE) Tercer árbitro: Borislav Kolev (BUL) Mesa: Delegado UEFA: Vladimir Badura (SVK) Obserbador árbitros: Radek Lobo (CZE) |

### Grupo F
| Equipo               | Pts | PJ | PG | PE | PP | GF | GC | Dif |
| -------------------- | --- | -- | -- | -- | -- | -- | -- | --- |
| Noruega              | 9   | 3  | 3  | 0  | 0  | 19 | 6  | 13  |
| Andorra              | 6   | 3  | 2  | 0  | 1  | 9  | 9  | 0   |
| Israel               | 3   | 3  | 1  | 0  | 2  | 7  | 11 | -4  |
| República de Irlanda | 0   | 3  | 0  | 0  | 3  | 1  | 10 | -9  |

#### Resultados
| Jornada 1; Jueves, 20 de enero de 2011 18:30 UTC+1 | Israel                                           | 3-7     | Noruega | National Basketball Arena, Dublín (República de Irlanda) | |
|                                                    | Oz Sabag 09'11', 19'41' · Dimitri Shulkin 34'21' | Reporte | 05'27', 17'13', 35'57' Abdurahim Lajaab · 16'29', 20'32' (p.) Erik Jonvik · 16'49' Thomas Klaussen · 24'42' Stian Johnsen | Árbitro(s): Primer árbitro: Vitali Rakutski (BLR) Segundo árbitro: Andri Vigfusson (ISL) Tercer árbitro: Timo Onatsu (FIN) Mesa: Delegado UEFA: István Huszár (HUN) Obserbador árbitros: Antonius van Eekelen (NED) | Árbitro(s): Primer árbitro: Vitali Rakutski (BLR) Segundo árbitro: Andri Vigfusson (ISL) Tercer árbitro: Timo Onatsu (FIN) Mesa: Delegado UEFA: István Huszár (HUN) Obserbador árbitros: Antonius van Eekelen (NED) |

| Jornada 1; Jueves, 20 de enero de 2011 21:00 UTC+1 | República de Irlanda                      | 1-2     | Andorra                                                              | National Basketball Arena, Dublín (República de Irlanda) | |
|                                                    | Anthony Kane 09'23' · Mark Langtry 34'04' | Reporte | 13'23' Diogenes Baptista · 37'26' Óscar Blacells · 30'42' Jorge Diaz | Árbitro(s): Primer árbitro: Antonis Constantinides (CYP) Segundo árbitro: Timo Onatsu (FIN) Tercer árbitro: Andri Vigfusson (ISL) Mesa: Delegado UEFA: István Huszár (HUN) Obserbador árbitros: Antonius van Eekelen (NED) | Árbitro(s): Primer árbitro: Antonis Constantinides (CYP) Segundo árbitro: Timo Onatsu (FIN) Tercer árbitro: Andri Vigfusson (ISL) Mesa: Delegado UEFA: István Huszár (HUN) Obserbador árbitros: Antonius van Eekelen (NED) |

| Jornada 2; Viernes, 21 de enero de 2011 18:30 UTC+1 | Andorra | 4-1     | Israel                                         | National Basketball Arena, Dublín (República de Irlanda) | |
|                                                     | Jonathan Perez 24'46' · Oriol Anglora 33'44' · Diogenes Baptista (p.) 35'35' · David Ferriz 39'23' · Óscar Blacells 29'47' | Reporte | 07'56' Dimitri Shulkin · 39'33' Gideon Sharvit | Árbitro(s): Primer árbitro: Andri Vigfusson (ISL) Segundo árbitro: Antonis Constantinides (CYP) Tercer árbitro: Vitali Rakutski (BLR) Mesa: Delegado UEFA: István Huszár (HUN) Obserbador árbitros: Antonius van Eekelen (NED) | Árbitro(s): Primer árbitro: Andri Vigfusson (ISL) Segundo árbitro: Antonis Constantinides (CYP) Tercer árbitro: Vitali Rakutski (BLR) Mesa: Delegado UEFA: István Huszár (HUN) Obserbador árbitros: Antonius van Eekelen (NED) |

| Jornada 2; Viernes, 21 de enero de 2011 21:00 UTC+1 | República de Irlanda                                           | 0-5     | Noruega | National Basketball Arena, Dublín (República de Irlanda) | |
|                                                     | John Somers 16'14' · Mark Langtry 29'03' · Anthony Kane 31'13' | Reporte | 28'46' Stian Sortevik · 08'51' Thomas Klaussen · 15'55' Stian Johnsen · 16'18 (p.) Abdurahim Lajaab · 17'59 (p.), 34'59' Morten Ravlo · 38'42' Erik Jonvik · 05'03' Stian Sortevik | Árbitro(s): Primer árbitro: Timo Onatsu (FIN) Segundo árbitro: Vitali Rakutski (BLR) Tercer árbitro: Antonis Constantinides (CYP) Mesa: Delegado UEFA: István Huszár (HUN) Obserbador árbitros: Antonius van Eekelen (NED) | Árbitro(s): Primer árbitro: Timo Onatsu (FIN) Segundo árbitro: Vitali Rakutski (BLR) Tercer árbitro: Antonis Constantinides (CYP) Mesa: Delegado UEFA: István Huszár (HUN) Obserbador árbitros: Antonius van Eekelen (NED) |

| Jornada 3; Domingo, 23 de enero de 2011 18:30 UTC+1 | Noruega | 7-3     | Andorra | National Basketball Arena, Dublín (República de Irlanda) | |
|                                                     | Cato Valøy 14'10', 22'52', 33'32' · Abdurahim Lajaab 14'25' · Stian Sortevik 28'52' · Tresor Egholm 31'30' · Magnar Nordtun 33'53' · Abdurahim Lajaab 14'28' , 19'59' | Reporte | 36'05' Diogenes Baptista · 21'37' Jorge Diaz · 31'43' Ludovic Clemente · 14'28' Jonathan Perez · 14'28' Diogenes Baptista · 16'55' , 30'37', 30'37' Óscar Blacells · 19'59' Nuno Dias · 37'59' Ludovic Clemente | Árbitro(s): Primer árbitro: Timo Onatsu (FIN) Segundo árbitro: Antonis Constantinides (CYP) Tercer árbitro: Andri Vigfusson (ISL) Mesa: Delegado UEFA: István Huszár (HUN) Obserbador árbitros: Antonius van Eekelen (NED) | Árbitro(s): Primer árbitro: Timo Onatsu (FIN) Segundo árbitro: Antonis Constantinides (CYP) Tercer árbitro: Andri Vigfusson (ISL) Mesa: Delegado UEFA: István Huszár (HUN) Obserbador árbitros: Antonius van Eekelen (NED) |

| Jornada 3; Domingo, 23 de enero de 2011 21:00 UTC+1 | Israel                                        | 3-0     | República de Irlanda | National Basketball Arena, Dublín (República de Irlanda) | |
|                                                     | Adam Cohen 07'50' · Lior Cohen 26'26', 35'20' | Reporte | 16'29' Ian Byrne     | Árbitro(s): Primer árbitro: Vitali Rakutski (BLR) Segundo árbitro: Andri Vigfusson (ISL) Tercer árbitro: Antonis Constantinides (CYP) Mesa: Delegado UEFA: István Huszár (HUN) Obserbador árbitros: Antonius van Eekelen (NED) | Árbitro(s): Primer árbitro: Vitali Rakutski (BLR) Segundo árbitro: Andri Vigfusson (ISL) Tercer árbitro: Antonis Constantinides (CYP) Mesa: Delegado UEFA: István Huszár (HUN) Obserbador árbitros: Antonius van Eekelen (NED) |

## Estadísticas

### Resumen
| Pos | Equipo                 | Pts | PJ | PG | PE | PP | GF | GC | Dif | Rend    | Expulsado | Amonestado |
| --- | ---------------------- | --- | -- | -- | -- | -- | -- | -- | --- | ------- | --------- | ---------- |
| 1   | Noruega                | 9   | 3  | 3  | 0  | 0  | 19 | 6  | 13  | 100,00% | 1         | 2          |
| 2   | Francia                | 9   | 3  | 3  | 0  | 0  | 11 | 3  | 8   | 100,00% |           | 1          |
| 3   | República de Macedonia | 9   | 3  | 3  | 0  | 0  | 11 | 4  | 7   | 100,00% |           | 3          |
| 4   | Letonia                | 9   | 3  | 3  | 0  | 0  | 11 | 5  | 6   | 100,00% |           | 4          |
| 5   | Finlandia              | 7   | 3  | 2  | 1  | 0  | 18 | 2  | 16  | 77,78%  |           | 3          |
| 6   | Georgia                | 6   | 3  | 2  | 0  | 1  | 13 | 2  | 11  | 66,67%  |           | 1          |
| 7   | Bulgaria               | 6   | 3  | 2  | 0  | 1  | 14 | 5  | 9   | 66,67%  |           | 6          |
| 8   | Turquía                | 6   | 3  | 2  | 0  | 1  | 11 | 6  | 5   | 66,67%  | 2         | 7          |
| 9   | Islandia               | 6   | 3  | 2  | 0  | 1  | 15 | 10 | 5   | 66,67%  |           | 7          |
| 10  | Montenegro             | 6   | 3  | 2  | 0  | 1  | 9  | 9  | 0   | 66,67%  | 1         | 3          |
| 11  | Andorra                | 6   | 3  | 2  | 0  | 1  | 9  | 9  | 0   | 66,67%  | 2         | 7          |
| 12  | Albania                | 6   | 3  | 2  | 0  | 1  | 11 | 17 | -6  | 66,67%  | 1         | 3          |
| 13  | Chipre                 | 4   | 3  | 1  | 1  | 1  | 13 | 11 | 2   | 44,44%  |           | 5          |
| 14  | Lituania               | 3   | 3  | 1  | 0  | 2  | 9  | 10 | -1  | 33,33%  |           | 1          |
| 15  | Moldavia               | 3   | 3  | 1  | 0  | 2  | 8  | 10 | -2  | 33,33%  |           | 8          |
| 16  | Suiza                  | 3   | 3  | 1  | 0  | 2  | 8  | 11 | -3  | 33,33%  |           | 2          |
| 17  | Israel                 | 3   | 3  | 1  | 0  | 2  | 7  | 11 | -4  | 33,33%  |           | 1          |
| 18  | Inglaterra             | 3   | 3  | 1  | 0  | 2  | 4  | 9  | -5  | 33,33%  | 1         | 6          |
| 19  | Grecia                 | 1   | 3  | 0  | 1  | 2  | 6  | 11 | -5  | 11,11%  | 1         | 5          |
| 20  | Armenia                | 1   | 3  | 0  | 1  | 2  | 4  | 10 | -6  | 11,11%  | 1         | 6          |
| 21  | República de Irlanda   | 0   | 3  | 0  | 0  | 3  | 1  | 10 | -9  | 0,00%   |           | 5          |
| 22  | San Marino             | 0   | 3  | 0  | 0  | 3  | 4  | 16 | -12 | 0,00%   |           | 3          |
| 23  | Estonia                | 0   | 3  | 0  | 0  | 3  | 4  | 17 | -13 | 0,00%   |           | 5          |
| 24  | Malta                  | 0   | 3  | 0  | 0  | 3  | 2  | 18 | -16 | 0,00%   |           | 3          |

### Goleadores
| Jugador                   | Selección              | Total | Jugada | Penalti (Fallados) | Propia Puerta |
| ------------------------- | ---------------------- | ----- | ------ | ------------------ | ------------- |
| Boycho Marev              | Bulgaria               | 6     | 6      |                    |               |
| Tomas Nemanis             | Lituania               | 6     | 6      |                    |               |
| Costas Poliviou           | Chipre                 | 5     | 5      | (3)                |               |
| Panu Autio                | Finlandia              | 5     | 4      | 1                  |               |
| David Bobokhidze          | Georgia                | 5     | 5      |                    |               |
| Darko Rangotov            | República de Macedonia | 5     | 5      | (1)                |               |
| David Le Boette           | Francia                | 4     | 4      |                    |               |
| Archil Sebiskveradze      | Georgia                | 4     | 4      |                    |               |
| Thórarinn Valdimarsson    | Islandia               | 4     | 4      |                    |               |
| Abdurahim Lajaab          | Noruega                | 4     | 4      | (1)                |               |
| Cihan Özcan               | Turquía                | 4     | 4      |                    |               |
| Gentian Begaj             | Albania                | 3     | 3      | (1)                | 1             |
| Armand Çela               | Albania                | 3     | 3      |                    |               |
| Diogenes Baptista         | Andorra                | 3     | 2      | 1                  |               |
| Boris Trendafilov         | Bulgaria               | 3     | 3      |                    |               |
| Antti Teittinen           | Finlandia              | 3     | 3      |                    |               |
| Gkritzalis Papadopoulos   | Grecia                 | 3     | 3      |                    |               |
| Magnús Thorsteinsson      | Islandia               | 3     | 3      |                    |               |
| Thorsteinn Már Ragnarsson | Islandia               | 3     | 3      |                    |               |
| Dmitrijs Jakovlevs        | Letonia                | 3     | 3      |                    |               |
| Nikola Perovic            | Montenegro             | 3     | 3      |                    |               |
| Erik Jonvik               | Noruega                | 3     | 2      | 1                  |               |
| Cato Valøy                | Noruega                | 3     | 3      |                    |               |
| Zoran Leveski             | República de Macedonia | 3     | 3      |                    |               |
| Enrit Samarxhiu           | Albania                | 2     | 2      |                    |               |
| Khoren Zargaryan          | Armenia                | 2     | 2      |                    |               |
| Viktor Viktorov           | Bulgaria               | 2     | 2      |                    |               |
| Chrysostomos Chrysostomou | Chipre                 | 2     | 2      |                    |               |
| Mark Švets                | Estonia                | 2     | 2      |                    |               |
| Mikko Kytölä              | Finlandia              | 2     | 2      |                    |               |
| Lasse Lind                | Finlandia              | 2     | 2      |                    |               |
| Alexandre Teixeira        | Francia                | 2     | 2      |                    |               |
| Kamel Hamdoud             | Francia                | 2     | 2      |                    |               |
| Mustapha Otmani           | Francia                | 2     | 2      |                    |               |
| Luke Ballinger            | Inglaterra             | 2     | 2      | (3)                |               |
| Gudmundur Steinarsson     | Islandia               | 2     | 1      | 1                  |               |
| Tryggvi Gudmundsson       | Islandia               | 2     | 2      |                    |               |
| Oz Sabag                  | Israel                 | 2     | 2      |                    |               |
| Dimitri Shulkin           | Israel                 | 2     | 2      |                    |               |
| Lior Cohen                | Israel                 | 2     | 2      |                    |               |
| Aleksejs Baranovs         | Letonia                | 2     | 2      |                    |               |
| Igors Dacko               | Letonia                | 2     | 2      |                    |               |
| Justas Gulbinas           | Lituania               | 2     | 2      |                    |               |
| Oleg Hilotii              | Moldavia               | 2     | 2      |                    |               |
| Andrei Vicolas            | Moldavia               | 2     | 2      |                    |               |
| Ilija Mugoša              | Montenegro             | 2     | 2      |                    |               |
| Zoran Barovic             | Montenegro             | 2     | 2      |                    |               |
| Thomas Klaussen           | Noruega                | 2     | 2      |                    |               |
| Stian Johnsen             | Noruega                | 2     | 2      |                    |               |
| Stian Sortevik            | Noruega                | 2     | 2      |                    |               |
| David Meyer               | Suiza                  | 2     | 2      |                    |               |
| Fabio Santona             | Suiza                  | 2     | 2      |                    |               |
| Yasin Erdal               | Turquía                | 2     | 2      | (1)                |               |
| Burak Yildirim            | Turquía                | 2     | 2      |                    |               |
| Indrin Llagami            | Albania                | 1     | 1      |                    |               |
| Erion Hoxha               | Albania                | 1     | 1      |                    |               |
| Junild Thanasi            | Albania                | 1     | 1      |                    |               |
| Jorge Diaz                | Andorra                | 1     | 1      |                    |               |
| Óscar Blacells            | Andorra                | 1     | 1      |                    |               |
| Jonathan Perez            | Andorra                | 1     | 1      |                    |               |
| Oriol Anglora             | Andorra                | 1     | 1      |                    |               |
| David Ferriz              | Andorra                | 1     | 1      |                    |               |
| Ludovic Clemente          | Andorra                | 1     | 1      |                    |               |
| Armen Danielyan           | Armenia                | 1     | 1      |                    |               |
| Vladimir Mkhitaryan       | Armenia                | 1     | 1      |                    |               |
| Angel Todorov             | Bulgaria               | 1     | 1      |                    |               |
| Blagovest Marev           | Bulgaria               | 1     | 1      |                    |               |
| Boyko Kosev               | Bulgaria               | 1     | 1      |                    |               |
| Iacovos Papadopoulos      | Chipre                 | 1     | 1      |                    |               |
| Lambros Vassiliou         | Chipre                 | 1     | 1      |                    |               |
| Manolis Manoli            | Chipre                 | 1     | 1      |                    |               |
| Charalambos Demetriou     | Chipre                 | 1     | 1      | (1)                |               |
| Kiriacos Mavroudis        | Chipre                 | 1     | 1      |                    |               |
| Sten Teino                | Estonia                | 1     | 1      |                    |               |
| Ilja Antonov              | Estonia                | 1     | 1      |                    |               |
| Jarkko Reinikka           | Finlandia              | 1     | 1      |                    |               |
| Risto Salmi               | Finlandia              | 1     | 1      |                    |               |
| Joonas Laurikainen        | Finlandia              | 1     | 1      |                    |               |
| Teemu Terho               | Finlandia              | 1     | 1      |                    |               |
| Juha-Pekka Torvinen       | Finlandia              | 1     | 1      |                    |               |
| Jonathan Chaulet          | Francia                | 1     | 1      |                    |               |
| Shota Chanukvadze         | Georgia                | 1     | 1      |                    |               |
| Dimitri Makishvili        | Georgia                | 1     | 1      |                    |               |
| Zurab Shermadini          | Georgia                | 1     | 1      |                    |               |
| Levan Kobaidze            | Georgia                | 1     | 1      |                    |               |
| Giannis Delaportas        | Grecia                 | 1     | 1      |                    |               |
| Sokratis Mourdoukoutas    | Grecia                 | 1     | 1      |                    |               |
| Ilias Bousbouras          | Grecia                 | 1     | 1      |                    |               |
| Neil Morgan               | Inglaterra             | 1     | 1      |                    |               |
| Robert Ursell             | Inglaterra             | 1     | 1      |                    |               |
| Haraldur Gudmundsson      | Islandia               | 1     | 1      |                    |               |
| Adam Cohen                | Israel                 | 1     | 1      |                    |               |
| Andrejs Šustrovs          | Letonia                | 1     | 1      |                    |               |
| Maksims Sens              | Letonia                | 1     | 1      |                    |               |
| Sergejs Nagibins          | Letonia                | 1     | 1      |                    |               |
| Virmantas Lemežis         | Lituania               | 1     | 1      |                    |               |
| Dean Gera                 | Malta                  | 1     | 1      |                    |               |
| Glenn Bonello             | Malta                  | 1     | 1      |                    |               |
| Alexei Munteanu           | Moldavia               | 1     | 1      |                    |               |
| Sergiu Tacot              | Moldavia               | 1     | 1      |                    |               |
| Vasile Arlet              | Moldavia               | 1     | 1      |                    |               |
| Denis Coicev              | Moldavia               | 1     | 1      |                    |               |
| Bojan Bajovic             | Montenegro             | 1     | 1      |                    |               |
| Nemanja Vukašinovic       | Montenegro             | 1     | 1      |                    |               |
| Morten Ravlo              | Noruega                | 1     | 1      | (1)                |               |
| Tresor Egholm             | Noruega                | 1     | 1      |                    |               |
| Magnar Nordtun            | Noruega                | 1     | 1      |                    |               |
| Anthony Kane              | República de Irlanda   | 1     | 1      |                    |               |
| Branislav Ljubomir        | República de Macedonia | 1     | 1      |                    |               |
| Martin Todorovski         | República de Macedonia | 1     | 1      |                    |               |
| Stefan Vetadjokoski       | República de Macedonia | 1     | 1      |                    |               |
| Gabriele Capicchioni      | San Marino             | 1     | 1      |                    |               |
| Luca Della Balda          | San Marino             | 1     | 1      |                    |               |
| Fabio Gasperoni           | San Marino             | 1     | 1      |                    |               |
| Marco Mularoni            | San Marino             | 1     | 1      |                    |               |
| Yannick Raboud            | Suiza                  | 1     | 1      | (1)                |               |
| Daniel Mohorovic          | Suiza                  | 1     | 1      |                    |               |
| Yves Mezger               | Suiza                  | 1     | 1      |                    |               |
| Danijel Agatic            | Suiza                  | 1     | 1      |                    |               |
| Mustafa Sen               | Turquía                | 1     | 1      |                    |               |
| Serhat Çiçek              | Turquía                | 1     | 1      |                    |               |
| Aziz Saglam               | Turquía                | 1     | 1      |                    |               |
| Eleftherios Kouvaras      | Grecia                 |       |        |                    | 1             |
| Alex Santi                | San Marino             |       |        |                    | 1             |

### Tarjetas
| Jugador                   | Selección              | Total | Expulsado | Amonestado |
| ------------------------- | ---------------------- | ----- | --------- | ---------- |
| Óscar Blacells            | Andorra                | 4     | 1         | 3          |
| Roald Halimi              | Albania                | 3     | 1         | 2          |
| Saro Mardanyan            | Armenia                | 3     | 1         | 2          |
| Gkritzalis Papadopoulos   | Grecia                 | 3     | 1         | 2          |
| Thomas Obasi              | Inglaterra             | 3     | 1         | 2          |
| Cihan Özcan               | Turquía                | 3     | 1         | 2          |
| Abdurahim Lajaab          | Noruega                | 2     | 1         | 1          |
| Boycho Marev              | Bulgaria               | 2     |           | 2          |
| Eleftherios Kouvaras      | Grecia                 | 2     |           | 2          |
| Tryggvi Gudmundsson       | Islandia               | 2     |           | 2          |
| Nicolae Neagu             | Moldavia               | 2     |           | 2          |
| Mark Langtry              | República de Irlanda   | 2     |           | 2          |
| Mustafa Sen               | Turquía                | 2     |           | 2          |
| Nuno Dias                 | Andorra                | 1     | 1         |            |
| Miloš Boškovic            | Montenegro             | 1     | 1         |            |
| Mustafa Kurtay            | Turquía                | 1     | 1         |            |
| Indrin Llagami            | Albania                | 1     |           | 1          |
| Diogenes Baptista         | Andorra                | 1     |           | 1          |
| Jorge Diaz                | Andorra                | 1     |           | 1          |
| Jonathan Perez            | Andorra                | 1     |           | 1          |
| Ludovic Clemente          | Andorra                | 1     |           | 1          |
| Khoren Zargaryan          | Armenia                | 1     |           | 1          |
| Mher Nazaretyan           | Armenia                | 1     |           | 1          |
| Artur Karapetyan          | Armenia                | 1     |           | 1          |
| Armen Gyulambaryan        | Armenia                | 1     |           | 1          |
| Boris Trendafilov         | Bulgaria               | 1     |           | 1          |
| Stanislav Vasilev         | Bulgaria               | 1     |           | 1          |
| Ismet Hadjiev             | Bulgaria               | 1     |           | 1          |
| Blagovest Marev           | Bulgaria               | 1     |           | 1          |
| Iacovos Papadopoulos      | Chipre                 | 1     |           | 1          |
| Costas Poliviou           | Chipre                 | 1     |           | 1          |
| Lambros Vassiliou         | Chipre                 | 1     |           | 1          |
| Tasos Skampylis           | Chipre                 | 1     |           | 1          |
| Manolis Manoli            | Chipre                 | 1     |           | 1          |
| Sten Teino                | Estonia                | 1     |           | 1          |
| Mark Švets                | Estonia                | 1     |           | 1          |
| Ilja Antonov              | Estonia                | 1     |           | 1          |
| Martin Taska              | Estonia                | 1     |           | 1          |
| Nikita Tšernei            | Estonia                | 1     |           | 1          |
| Panu Autio                | Finlandia              | 1     |           | 1          |
| Lasse Lind                | Finlandia              | 1     |           | 1          |
| Ville Lindgren            | Finlandia              | 1     |           | 1          |
| Kamel Hamdoud             | Francia                | 1     |           | 1          |
| Revaz Devdariani          | Georgia                | 1     |           | 1          |
| Dimitris Theofilou        | Grecia                 | 1     |           | 1          |
| Nick Colley               | Inglaterra             | 1     |           | 1          |
| Luke Ballinger            | Inglaterra             | 1     |           | 1          |
| Grant Osborn              | Inglaterra             | 1     |           | 1          |
| Hussein Isa               | Inglaterra             | 1     |           | 1          |
| Thórarinn Valdimarsson    | Islandia               | 1     |           | 1          |
| Thorsteinn Már Ragnarsson | Islandia               | 1     |           | 1          |
| Eidur Sigurbjornsson      | Islandia               | 1     |           | 1          |
| Haraldur Gudmundsson      | Islandia               | 1     |           | 1          |
| Albert Saevarsson         | Islandia               | 1     |           | 1          |
| Gideon Sharvit            | Israel                 | 1     |           | 1          |
| Andrejs Šustrovs          | Letonia                | 1     |           | 1          |
| Aigars Bondars            | Letonia                | 1     |           | 1          |
| Aleksejs Baranovs         | Letonia                | 1     |           | 1          |
| Olegs Matvejevs           | Letonia                | 1     |           | 1          |
| Deividas Bucinskas        | Lituania               | 1     |           | 1          |
| Timothy Zammit            | Malta                  | 1     |           | 1          |
| Dean Gera                 | Malta                  | 1     |           | 1          |
| Carlos Scicluna           | Malta                  | 1     |           | 1          |
| Alexei Munteanu           | Moldavia               | 1     |           | 1          |
| Oleg Hilotii              | Moldavia               | 1     |           | 1          |
| Sergiu Tacot              | Moldavia               | 1     |           | 1          |
| Constantin Burdujel       | Moldavia               | 1     |           | 1          |
| Denis Coicev              | Moldavia               | 1     |           | 1          |
| Andrei Negara             | Moldavia               | 1     |           | 1          |
| Darko Zekovic             | Montenegro             | 1     |           | 1          |
| Dragoljub Despotovic      | Montenegro             | 1     |           | 1          |
| Nikola Perovic            | Montenegro             | 1     |           | 1          |
| Stian Sortevik            | Noruega                | 1     |           | 1          |
| Anthony Kane              | República de Irlanda   | 1     |           | 1          |
| John Somers               | República de Irlanda   | 1     |           | 1          |
| Ian Byrne                 | República de Irlanda   | 1     |           | 1          |
| Darko Rangotov            | República de Macedonia | 1     |           | 1          |
| Martin Todorovski         | República de Macedonia | 1     |           | 1          |
| Oliver Jovanovski         | República de Macedonia | 1     |           | 1          |
| Matteo Michelotti         | San Marino             | 1     |           | 1          |
| Fabio Gasperoni           | San Marino             | 1     |           | 1          |
| Agostino Leardini         | San Marino             | 1     |           | 1          |
| Fabio Santona             | Suiza                  | 1     |           | 1          |
| Laurent Rumo              | Suiza                  | 1     |           | 1          |
| Yasin Erdal               | Turquía                | 1     |           | 1          |
| Aziz Saglam               | Turquía                | 1     |           | 1          |
| Hüseyin Yildiz            | Turquía                | 1     |           | 1          |